# Nowomykolajiwka (Melitopol, Semeniwka)
Nowomykolajiwka (ukrainisch Новомиколаївка; russisch Новониколаевка Nowonikolajewka) ist ein Dorf in der ukrainischen Oblast Saporischschja mit etwa 2100 Einwohnern (2001).
Das 1818 von Einwanderern aus den Provinzen Jekaterinoslaw und Taurien gegründete Dorf liegt am Ufer der Taschtschenak (Тащенак), einem 64 km langen Zufluss zum Molotschna-Liman des Asowschen Meeres, etwa 20 km nordwestlich vom Rajonzentrum Melitopol und etwa 140 km südlich vom Oblastzentrum Saporischschja.
Durch das Dorf verläuft die Territorialstraße T–08–05.
Am 27. Mai 2019 wurde das Dorf ein Teil der neugegründeten Landgemeinde Semeniwka, bis dahin bildete es zusammen mit den Dörfern Selentschuk (Зеленчук), Perschotrawnewe (Першотравневе), Piwdenne (Південне) und Schidne (Східне) sowie der Ansiedlung Trudowe (Трудове) die gleichnamige Landratsgemeinde Semeniwka (Семенівська сільська рада/Semeniwska silska rada) im Zentrum des Rajons Melitopol.